# Garden Prairie
Garden Prairie es una villa ubicada en el condado de Boone en el estado estadounidense de Illinois. En el Censo de 2010 tenía una población de 352 habitantes y una densidad poblacional de 148,7 personas por km².

## Geografía
Garden Prairie se encuentra ubicada en las coordenadas 42°15′13″N 88°42′47″O / 42.25361, -88.71306. Según la Oficina del Censo de los Estados Unidos, Garden Prairie tiene una superficie total de 2.37 km², de la cual 2.35 km² corresponden a tierra firme y (0.88%) 0.02 km² es agua.

## Demografía
Según el censo de 2010, había 352 personas residiendo en Garden Prairie. La densidad de población era de 148,7 hab./km². De los 352 habitantes, Garden Prairie estaba compuesto por el 87.22% blancos, el 0% eran afroamericanos, el 0.57% eran amerindios, el 0% eran asiáticos, el 1.7% eran isleños del Pacífico, el 8.81% eran de otras razas y el 1.7% pertenecían a dos o más razas. Del total de la población el 16.76% eran hispanos o latinos de cualquier raza.